# Gymnema sylvestre
Gymnema sylvestre (Retz.) R.Br. ex Sm., 1811 è una pianta rampicante di grandi dimensioni appartenente alla famiglia delle Apocinacee, diffusa nelle zone tropicali di Africa, Asia e Australia.

## Usi terapeutici
È da tempo impiegata nella medicina cinese e ayurvedica per le sue proprietà ipoglicemizzanti e da poco è conosciuta e impiegata anche in occidente, dopo che studi medici hanno valutato che interferisce sull'assorbimento del glucosio a livello intestinale.
Il principio attivo (acido gimnemico) è una molecola simile a quella del glucosio ma di dimensioni maggiori e viene estratto dalle foglie.
L'azione dell'acido gimnemico pare si esplichi a 2 livelli nel nostro organismo:
- a livello dell'intestino, dove viene bloccato reversibilmente il recettore per il glucosio, riducendo l'assorbimento degli zuccheri per il 50%. Il blocco si instaura già dopo 60 minuti dalla somministrazione.
- a livello delle papille gustative, dove il legame con il recettore del glucosio ha l'effetto di alterare la percezione del sapore dolce, senza modificare quella del salato e dell'amaro.[2]

L'impiego contemporaneo con ipoglicemizzanti orali non è consigliato o comunque conviene stare attenti al loro dosaggio, perché potrebbero, in associazione, provocare ipoglicemia.
Gymnema sylvestre è stata con successo utilizzata come coadiuvante nelle diete finalizzate alla perdita di peso, talvolta associata anche a Garcinia cambogia.